# شوانة بنت حمود البوسعيدية
شوانة بنت حمود بن أحمد البوسعيدية (توفيت سنة 2018) هي والدة هيثم بن طارق سلطان عمان.

## أولادها
- قيس بن طارق (توفي في 22 مارس 2011).[2]
- السلطان هيثم بن طارق
- السيد أسعد بن طارق
- شهاب بن طارق
- أدهم بن طارق
- فارس بن طارق (متوفى)
- أمل بنت طارق